# José María Vargas

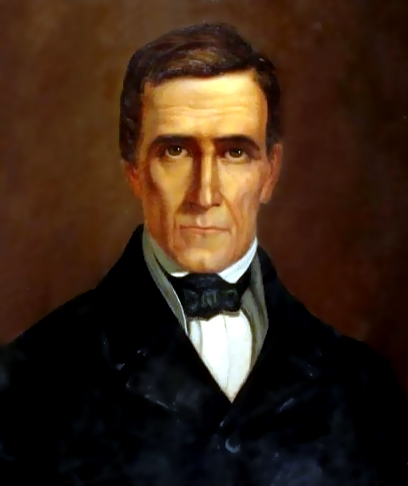
José María Vargas

José María Vargas (10 de março de 1786 - 13 de julho de 1854) político venezuelano. Ocupou o cargo de Presidente da República da Venezuela durante período, entre 1835 e 1836.

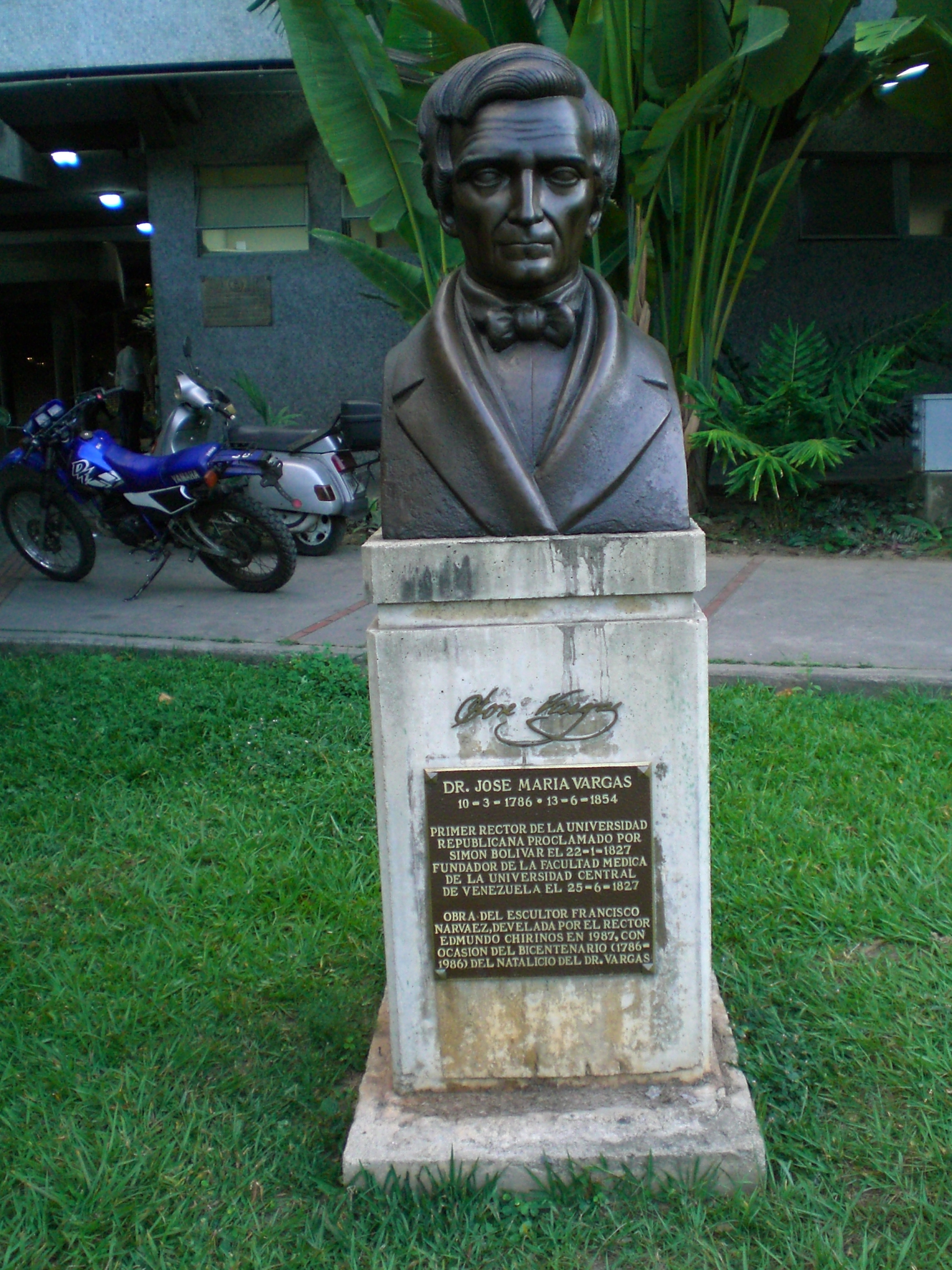
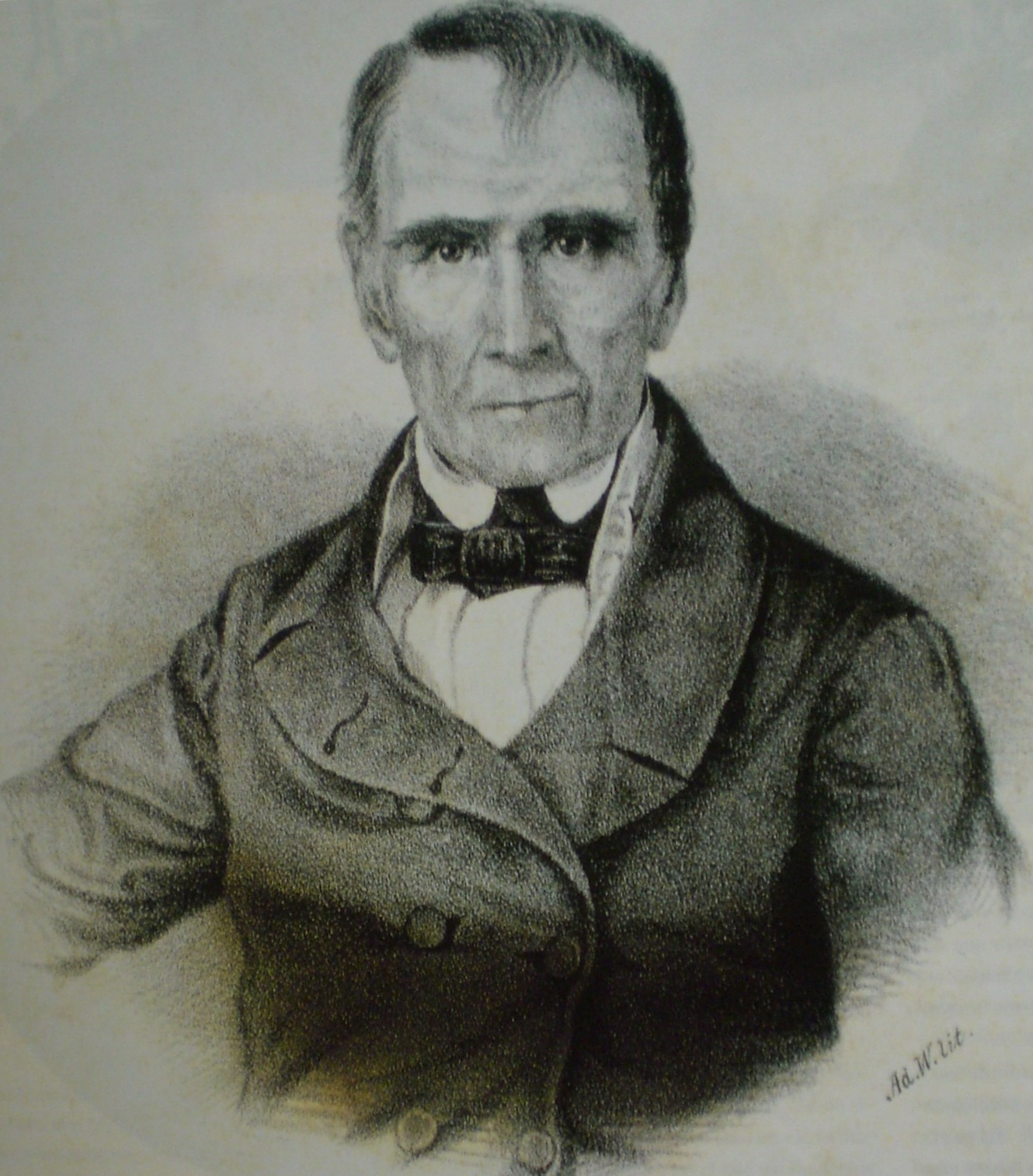